# Oued Heimer
Oued El Heimer (en arabe : واد الحيمر) est un village minier du Maroc. Il est situé dans la région de l'Oriental, environ 31 km au sud de la ville de Oujda et 17 km à l'Ouest de Touissit près de l’Algérie.

## Histoire
Une fonderie est construite à partir de 1944 par la société des fonderies de Zellidja à l'Oued El Heimer, près de Jerada. La fonderie raffine du minerai de plomb importé, pour compléter la production interne de minerai de plomb marocaine (Touissit). L'usine raffinait à l'origine, le minerai de la mine de Mibladen dont elle extrait du plomb et de l'argent mais l'exploitation est arrêtée en 1975.

### Sources
- (en) Oued Heimer sur le site de Falling Rain Genomics, Inc.